# Musicalisme
Le musicalisme est un courant artistique créé par le peintre Henry Valensi, en 1932, avec Charles Blanc-Gatti, Gustave Bourgogne et Vittorio Straquadaini.
Les peintres musicalistes utilisent la matière-couleur pour ses vibrations — Valensi parle de résonances sentimentales. Ils cherchent à synchroniser couleurs et formes dans l'espace de leur toile à la façon du musicien qui agence sa matière sonore en relation directe avec les émotions à exprimer.

## Historique
D’après Raymond Bayer, « le musicalisme est plus qu’une école, c’est une doctrine d’art. Il dépasse même la doctrine tout en la contenant, car c’est un ensemble de connaissances constituant un système… »
Le musicalisme est à la fois un mouvement artistique et l'art du mouvement lui-même. Valensi réalise un film d'animation, Symphonie printanière, d'après ses toiles avec les premières pellicules couleurs en 1936, dans un studio au-dessus de son atelier, donnant ainsi forme à ce qu'il nomme une « cinépeinture ».
Il organise le premier des 23 salons musicalistes à la galerie Renaissance à Paris. En 1936, six salons auront lieu dans toute l’Europe, d’Amsterdam à Budapest.
Pour chaque salon, de nouveaux artistes s'associent au mouvement : Louis Baudon, Jean-Marie Euzet, Georges Filiberti, Arne Hosek, Louise Janin, Ernst Klausz, František Kupka, Marcel Lempereur-Haut, Felix Del Marle, Lancelot Ney, Jean et Joël Martel, Otto Freundlich, Ossip Zadkine, Robert Mallet-Stevens, etc.,,,.

## Expositions
- 1990 : galerie Drouart, Paris, exposition Qu'est-ce que le musicalisme ?, avec H. Valensi, L. Janin, C. Blanc-Gatti, J.-M. Euzet, E. Klausz, F. Del Marle, G. Bourgogne, M. Lempereur-Haut, G. Filiberti, E. Beothy, V. Stracquadaini, H. Olive-Tamari, etc.
- octobre 2013 : exposition « Modernités plurielles », Paris, musée national d'Art moderne, présentant son film Symphonie printanière et sept tableaux.

## Postérité
Depuis 2013, les ayants droit d'Henry Valensi, réunis dans l'Association Henry Valensi, ont créé :
- le site de référence musicalisme.fr[5] pour promouvoir la connaissance de ce mouvement ;
- un ouvrage biographique rédigé par Marie Talon (Henry Valensi, l'heure est venue…, Yvelinéditions, 2013, 300 p.) qui retrace également l'histoire des avant-gardes artistiques de l'époque.